# Municipio de Union (condado de Scotland)
El municipio de Union (en inglés: Union Township) es un municipio ubicado en el condado de Scotland en el estado estadounidense de Misuri. En el año 2010 tenía una población de 448 habitantes y una densidad poblacional de 2,35 personas por km².

## Geografía
El municipio de Union se encuentra ubicado en las coordenadas 40°32′44″N 92°8′30″O / 40.54556, -92.14167. Según la Oficina del Censo de los Estados Unidos, el municipio tiene una superficie total de 190.56 km², de la cual 189,73 km² corresponden a tierra firme y (0,43 %) 0,82 km² es agua.

## Demografía
Según el censo de 2010, había 448 personas residiendo en el municipio de Union. La densidad de población era de 2,35 hab./km². De los 448 habitantes, el municipio de Union estaba compuesto por el 99,11 % blancos, el 0,67 % eran de otras razas y el 0,22 % eran de una mezcla de razas. Del total de la población el 2,01 % eran hispanos o latinos de cualquier raza.